# غار قلعه اراز
غار قلعه اراز مربوط به دوره سلجوقیان است و در شهرستان خرم‌آباد، بخش پاپی، دهستان کشور، ۲ کیلومتری شمال شرق روستای دهگاه، واقع در سینه کوه واقع شده و این اثر در تاریخ ۲۸ اسفند ۱۳۸۵ با شمارهٔ ثبت ۱۸۶۰۶ به‌عنوان یکی از آثار ملی ایران به ثبت رسیده‌است.